# Sag nicht, wer du bist!
Sag nicht, wer du bist! (Originaltitel Tom à la ferme) ist ein kanadischer Thriller von Xavier Dolan aus dem Jahr 2013. Der Film basiert auf dem gleichnamigen Stück von Michel Marc Bouchard. In Deutschland lief er am 21. August 2014 an.

## Handlung
Der junge Werbetexter Tom aus Montreal reist zur Beerdigung seines mit nur 25 Jahren verstorbenen Freundes Guillaume aufs Land. Dort angekommen stellt er fest, dass niemand von ihm oder gar von Guillaumes Beziehung mit einem Mann weiß. Einzig Guillaumes Bruder Francis macht Tom deutlich, dass er Bescheid weiß und nichts von dessen Erscheinen auf der Beerdigung hält. Um die Mutter Agathe vor einem weiteren Schock zu schützen, weist er Tom unter Drohungen an, sich nicht als Guillaumes Lebensgefährte zu erkennen zu geben. Agathe glaubt durch ein Foto, dass Guillaume eine Geliebte gehabt habe und empört sich, dass diese nicht zur Beerdigung erschienen ist – auf dem Foto ist Sara, eine Freundin von Tom und Guillaume, zu sehen.
Tom bleibt auch nach der Beerdigung bei der Familie und hilft zusehends bei den bäuerlichen Tätigkeiten aus. Die Beziehung zwischen Francis und ihm wird immer intensiver, sie schwankt zwischen Freundschaftlichkeit und plötzlichen, brutalen Ausbrüchen von Francis, die als blaue Flecken und Würgemale bei Tom zurückbleiben. Tom gerät dabei immer mehr in Abhängigkeitsverhältnis zu Francis und lässt die Quälereien über sich ergehen, auch da er sich in Francis an Guillaume erinnert fühlt. Als Francis sein Auto auseinanderbaut, damit er nicht mehr wegfahren kann, beschwert sich Tom nicht. Auf Bitte von Tom erscheint eines Abends Sara im Haus, was Agathe auch anfangs Freude bereitet, doch die Mutter empört sich schließlich, dass Sara kaum Trauer zeigt. Sara berichtet Tom, dass auch sie wie viele andere eine Affäre mit Guillaume gehabt habe und dieser mit seiner Beziehung zu Tom unzufrieden gewesen sei. Francis ist über Saras Besuch wütend, er bedroht und belästigt sie.
Als sich zwischen Francis und Sara im Auto Sex andeutet, wird Tom aus diesem geworfen und sucht notgedrungen in der örtlichen Bar Unterschlupf. Durch ein Gespräch mit dem Barmann erfährt er, dass Francis in der Bar ein Hausverbot hatte. Neun Jahre zuvor seien Francis und Guillaume in der Bar mit einem anderen Mann gewesen. Als dieser andere Mann mit Guillaume tanzte und danach mit Francis reden wollte, wurde Francis wütend und verunstaltete das Gesicht des Mannes aufs Schlimmste. Am nächsten Morgen entscheidet sich Tom panisch zur Flucht. Francis verfolgt ihn und bittet zugleich weinend und drohend, dass Tom zu ihm zurückkehren solle. Tom klaut aber die Autoschlüssel von Francis und fährt so nach Montreal zurück. Unterwegs beobachtet er an einer Tankstelle einen Mann mit Gesichtsnarben, die an die vom Barkeeper beschriebene Verletzung durch Francis erinnern.

## Produktion
Nach der Fertigstellung seines Filmes Laurence Anyways im Jahr 2012 wollte Dolan nach eigenem Bekunden etwas Neues machen, da die drei vorangegangenen Filme alle in irgendeiner Weise eine unerfüllte Liebe thematisierten. Nachdem er im Jahr zuvor eine Aufführung von Bouchards Stück gesehen hatte, sprach er diesen wegen einer Verfilmung an. Er sei fasziniert gewesen von der Gewalt und der Brutalität im Stück und der Meinung gewesen, dass man diese Komponenten auf der Leinwand noch weitergehend erkunden könnte. Ihm habe außerdem die Rolle der erschöpften Mutter wie auch die Mutter-Sohn-Thematik gefallen.
Zunächst wollte Dolan in dem Film keine Musik verwenden, da er dachte, die Stille sowie das Geräusch des Windes und des knarzenden Bodens würden die Spannung erhöhen. Während des Schnitts wurde sein Plan allerdings verworfen und Dolan fragte beim Oscarpreisträger Gabriel Yared nach einer Musik für den Film an.

## Kritiken
Der Film erhielt mehrheitlich gute Kritiken. So erfasst der US-amerikanische Aggregator Rotten Tomatoes überwiegend positive Besprechungen und ordnet den Film als „Zertifiziert Frisch“ ein. Laut dessen Konkurrent Metacritic fallen die Bewertungen im Mittel „Grundsätzlich Wohlwollend“ aus.

„Die bezwingende Adaption eines Theaterstücks überzeugt durch großartige Dialoge und Schauspieler, wobei die inszenatorische Professionalität und Stilsicherheit des jungen kanadischen Regisseurs Xavier Dolan erneut begeistern.“

„Bei aller Virtuosität blendet Xavier Dolan aber nicht mit Regie-Mätzchen. Alle eingesetzten Mittel stehen im Dienst der Geschichte. Er macht kein verrätseltes Kunstkino, sondern große Kinokunst. Seine Erzählleidenschaft kennt keine Grenze. Bei Dolan wird noch der Abspann zum Epilog. Er muss immer weiter erzählen. Buchstäblich bis zum letzten Bild.“

„Sag nicht, wer du bist! (Originaltitel Tom à la ferme) ist ein cleverer kleiner Psycho-Thriller, in dem an jeder Ecke Gefahr zu lauern scheint, ohne dass der diese konkrete Gefahr immer genau benennen würde. […]Sag nicht, wer du bist! funktioniert als offensichtliche Psycho-Hommage (Dolan behauptet natürlich, er habe noch nie einen Film von diesem Hitchcock gesehen) genauso gut wie als klaustrophobisches Ingmar-Bergman-Kammerspiel. Und ganz kann Dolan seinen Exzess-Drang zum Glück auch nicht ausschalten. Es gibt zwar diesmal wirklich keine ultrabunten und mit ironischen Pop-Songs unterlegten Zeitlupen-Fantastereien, aber hin und wieder brechen die Farben und der Wahnsinn dann doch aus der finsteren Dunkelwelt heraus. […] Hilft also alles nichts. Muss man gesehen haben.“

„Sag nicht, wer du bist ist nicht mehr von ganz so viel Experimentierfreude geprägt wie Dolans vorherige Filme, weil er sich für seine Hommage ans Thriller-Genre eine große formale Strenge und Entschlackung verordnet hat – Schluss mit dem Pomp von früher. Dazu gehört auch, dass er fast ganz auf Totalen verzichtet und die meisten Szenerien in Nah- und Großaufnahmen vorführt, in der kleine, aber prägnante Details auf die Gesamtumgebung schließen lassen. Aber auch hier beweist der mittlerweile 25-jährige Dolan eine fast schon unheimliche Intuition, was die Komposition von Bildern angeht, gerade durch die Verengung des Blickfelds.“

„Das Leben auf dem weiten Land ist eher rau; und so wird in Dolans Film vor allem eines: gelitten. Die kleine Figurenschar macht sich nicht die Mühe, nach Gewinnern und Verlierern zu unterteilen: Verlierer sind sie alle. Dass der Film trotzdem seine irgendwie komischen Momente hat, liegt daran, wie Dolan seine Szenen aufsetzt. [...] und nicht zuletzt verleiht Altmeister Gabriel Yared dem Film noch einen filmmusikalischen Höhepunkt.“